# Bernardo de Legarda
Bernardo de Legarda (Quito, 1700 circa – Quito, 1º giugno 1773) è stato uno scultore ecuadoriano.

## Biografia
Era un meticcio ed è considerato l'artista più rappresentativo della scultura della città di Quito durante il XVIII secolo. Il suo primo lavoro è datato 1731, quando restaurò una statua di San Luca. Nel 1734 scolpì una Immacolata Concezione per la chiesa di San Francesco a Quito, tuttora conservata, che ebbe grandissimo successo, tanto che ne vennero fatte moltissime copie sia in Ecuador che in Colombia. Questa scultura costituì una grande novità in quanto la Vergine è rappresentata in atteggiamento quasi giocoso, come se stesse muovendosi seguendo una musica.  
Realizzò anche molti retabli per altari di chiese, per lo più in stile barocco come nella pala d'altare della chiesa della Merced (1748-51), eseguita col suo discepolo Gregorio.
La statua monumentale della Madonna posta sulla collina di El Panecillo a Quito, alta 45 metri, è stata costruita prendendo come modello la sua Immacolata Concezione scolpita nel 1734.